# Oláh Tibor (irodalomtörténész)
Oláh Tibor (Naszód, 1921. március 26. – Marosvásárhely, 1996. április 30.) erdélyi magyar kritikus, irodalomtörténész, műfordító.

## Életútja
Középiskoláit szülővárosában, a George Coșbuc Líceumban végezte el 1939-ben, a Ferenc József Tudományegyetemen szerzett olasz-francia szakos tanári oklevelet 1944-ben. Egy ideig Olaszországban a bolognai egyetemet is látogatta; ott doktorált. A zilahi Wesselényi Kollégiumban kezdte tanári pályáját (1944–45), majd a kolozsvári Református Kollégiumban (1945–55) folytatta. Pedagógiai munkásságával párhuzamosan az Utunk szerkesztőségében is dolgozott. 1956-ban Marosvásárhelyre költözve, egy ideig az Igaz Szó belső munkatársa (1956–60), majd nyugalomba vonulásáig a Szentgyörgyi István Színművészeti Főiskola tanára (1960–91), egyben előadó volt a Pedagógiai Főiskolán is.

## Munkássága
Első jelentős írása A fiatal Dante címmel a Termésben jelent meg (1944). Irodalomtörténeti érdeklődésének fő területe kezdettől fogva a világirodalom, ezen belül az olasz és francia reneszánsz. Az olasz és a francia reneszánszról írott tanulmányaiból összeállított kötetében a nagy műveltségű ember szerénységével vallja: „Hiú ábránd lenne részemről, ha abban reménykednék, hogy valami »vadonatújat« mondok, mondhatok e pazar szellemi megújhodás örökségéről: a reneszánsz egy univerzum, egy világ, a világot pedig csak tanulmányozni lehet – nem tudni a maga teljességében.” Szakavatott ismerője a román irodalomnak: cikkek, tanulmányok egész sorával járul hozzá főleg a klasszikus román prózaírók munkáinak bemutatásához. Lefordította magyarra Liviu Rebreanu Ion című regényét, amely 1960-83 között négy kiadást ért meg. Az Igaz Szó közölte Goldoniról írt tanulmányát Az olasz vígjáték mestere címmel, a Kriterion drámasorozatában utószóval látott el több Goldoni-, Pirandello- és Beaumarchais-kötetet. Fordításában látott napvilágot Edmonde Charles-Roux Feledni Palermót (1971) című regénye, s Goldonitól a Különös történet (1977). Válogatta, részben fordította, bevezetéssel és jegyzetekkel látta el Plautus A hetvenkedő katona című színművét s a Téka-sorozatban Montaigne esszéit (1983) és Boccaccio Dante élete című művét. A Tanulók Könyvtára számára összeállította és bevezetővel látta el az olasz költészet kétkötetes antológiáját (Áldott a nap. Kolozsvár 1985). Az Utunk és az Igaz Szó több Aragon, Italo Calvino, André Maurois, Alberto Moravia, Pirandello, Sciascia novella- és regényrészlet-fordítását közölte.
Rendszeresen írt színibírálatokat, színházi esszéket, irodalomkritikai cikkeket az Utunk, Igaz Szó, Új Élet, A Hét, Népújság számára; a Vörös Zászlóban a 70-80-as években filmkritikai rovata volt. A több százra rúgó színházi vonatkozású írásból csak a marosvásárhelyi színházzal kapcsolatosakat rendezte kötetté, ennek megjelenését azonban már nem érhette meg. A Thália vonzásában című kötetet sajtó alá rendező Nagy Miklós Kund ezt írja róla előszavában: „Egy több évtizedes pályát kellett átfogni, egy olyan termékeny szerző életművét, aki nem feltétlenül könyvben gondolkodott, de az egyik legkövetkezetesebben, legrendszeresebben dolgozó írástudónk volt, olyan nagy műveltségű kritikus és esztéta, aki mindenre odafigyelt, ami színházzal kapcsolatos. Drámaírói œuvre-öket elemzett, színpadi jelenségeket népszerűsített, olasz, spanyol, román színműveket ültetett át magyarra, előadásokat bírált, színészportrékat rajzolt az ösztönzés, a jobbra buzdítás sosem titkolt szándékával.” 1955-91 között kilenc francia nyelv-, illetve világirodalom tankönyvet írt, illetve dolgozott át magyar iskolák számára.
Sokrétű közművelődési tevékenységet folytatott, 1990-ben megválasztották az újjáalakult Kemény Zsigmond Társaság elnökének.

## Önálló kötetei
- A reneszánsz tájain (tanulmányok, 1989)
- Thália vonzásában (Nagy Miklós Kund előszavával, Marosvásárhely 1996)